# Alžírská kuchyně

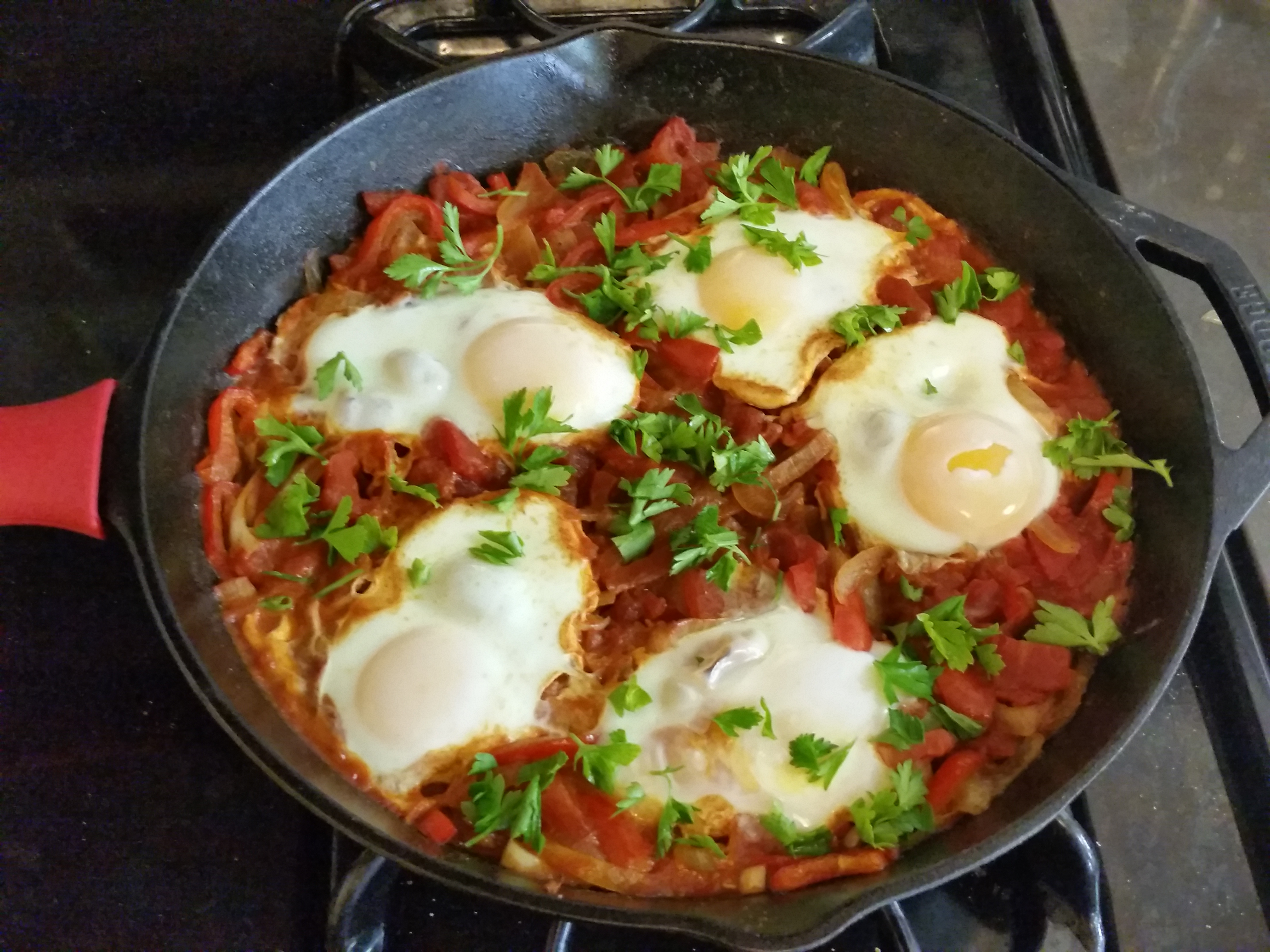
Šakšúka

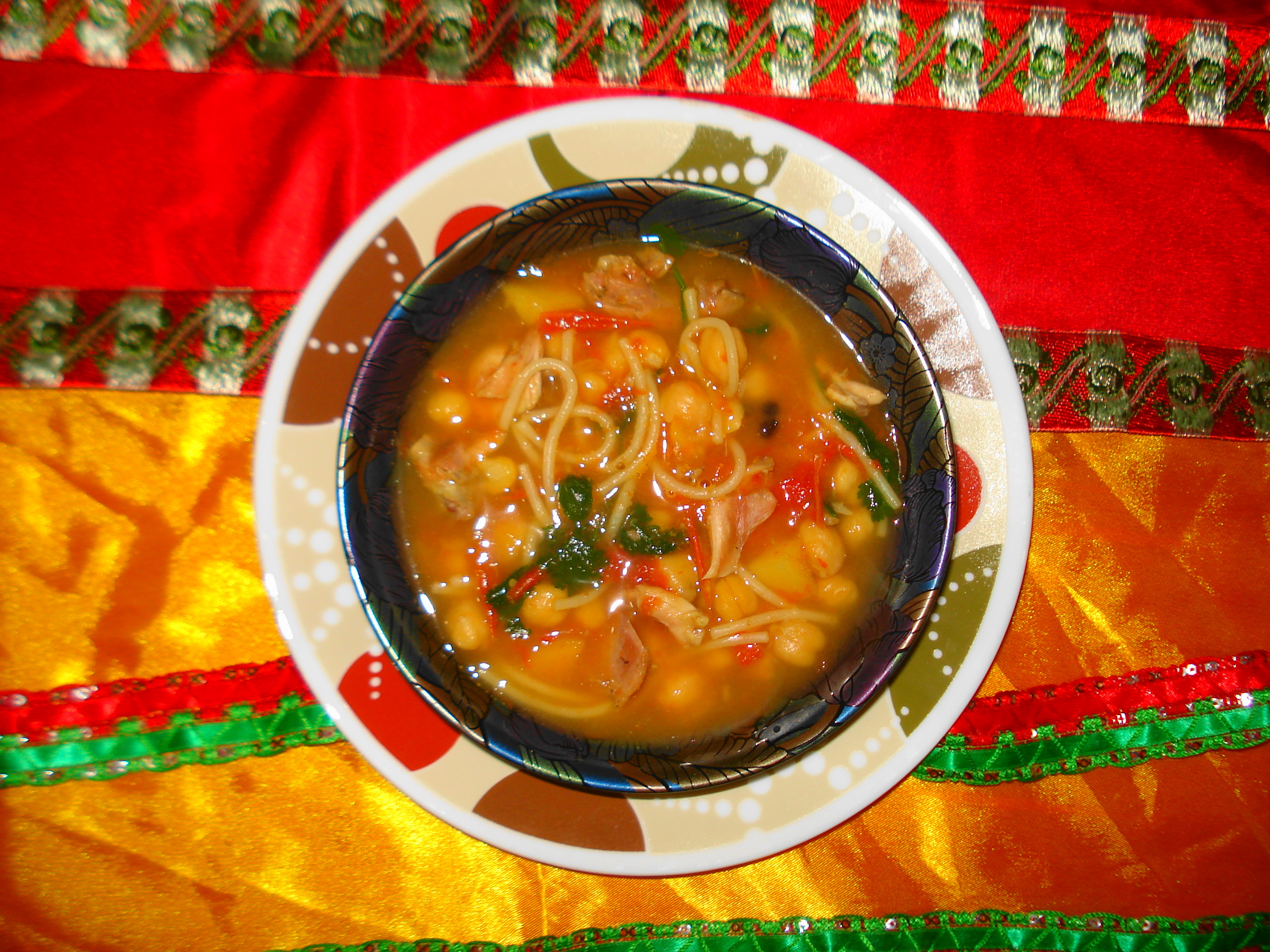
Harira

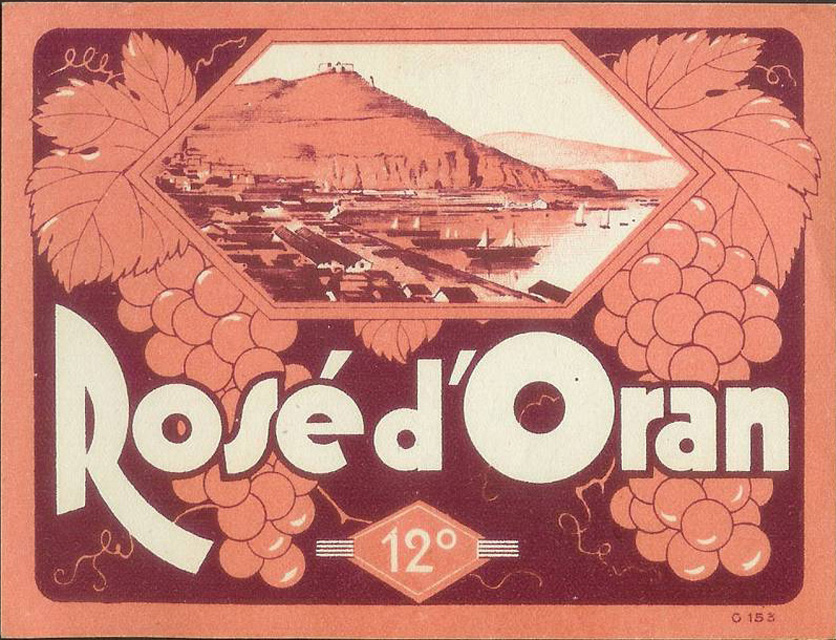
Historická etiketa od alžírského vína

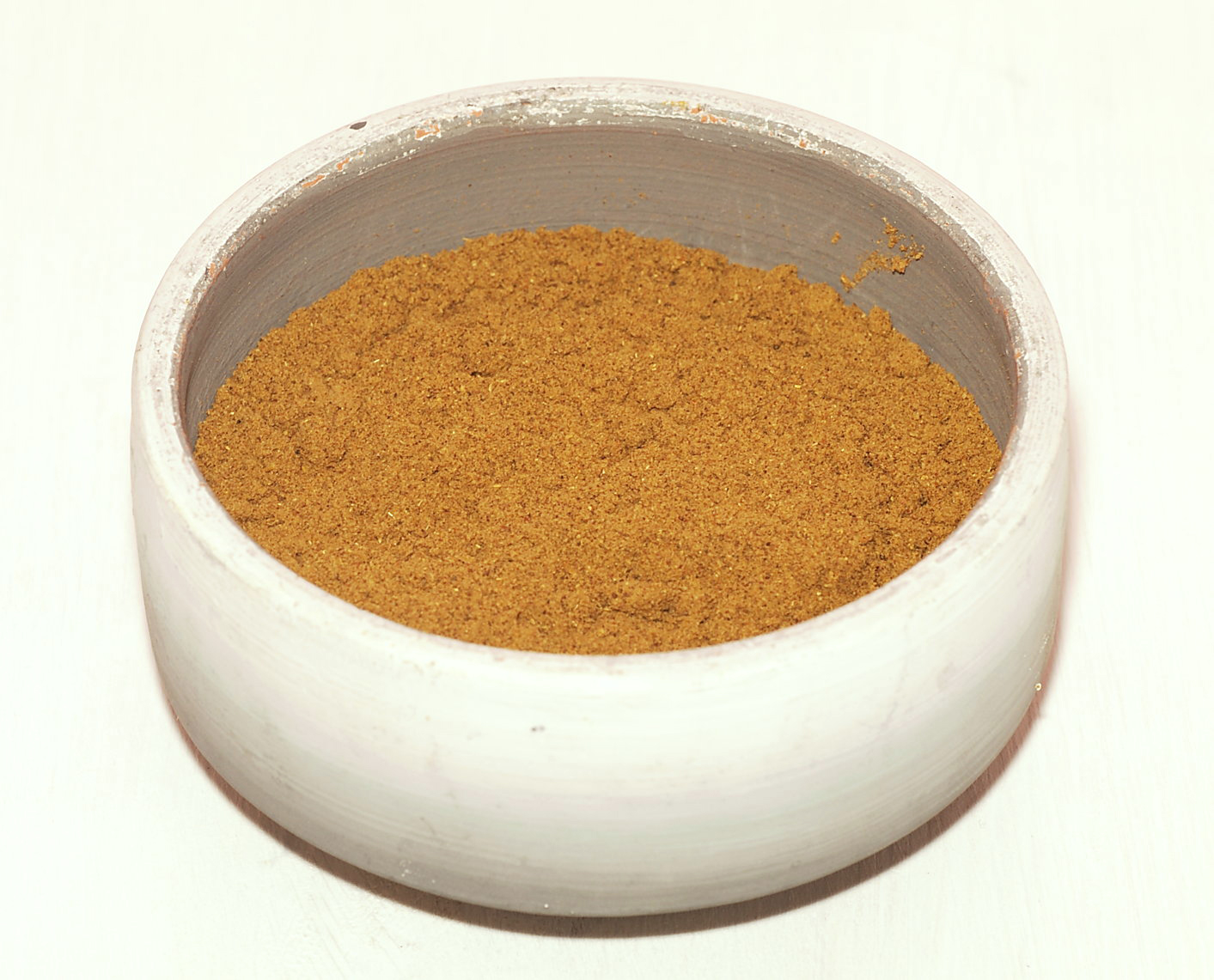
Kořenící směs ras el hanout

Alžírská kuchyně (arabsky: مطبخ جزائري) vychází z arabské kuchyně, byla ale ovlivněna též berberskou, tureckou, stedomořskou francouzskou, andaluskou a španělskou kuchyní. Je podobná tuniské a marocké kuchyni.
Alžírská kuchyně používá různé obilniny, kuskus, zeleninu, maso (skopové, hovězí a drůbež), ryby, mořské plody, cizrnu, olivový olej nebo bylinky. Používá se také mnoho druhů koření, jako římský kmín, skořice, zázvor, chilli, šafrán, fenykl nebo anýz. Populární je též směs koření zvaná ras el hanout.

## Příklady alžírský pokrmů
- Kuskus, národní jídlo Alžírska
- Šakšúka, zeleninová směs podobná leču
- Tažín, pokrm připravovaný v hliněné nádobě stejného názvu
- Harira, polévka z luštěnin, rýže a masa
- Gaspacho oranais, studená zeleninová polévka gazpacho převzatá ze španělské kuchyně, pojmenovaná po městě Oran
- Chakhchoukha, pokrm z dušené cizrny
- Merguez, pikantní klobása
- Asida, vařené pšeničné těsto
- Makroudh, sladkost plněná datlemi a ořechovou pastou

## Nápoje
Populární je čaj, káva, mátový čaj nebo různé džusy. V malé míře je rozšířeno též vinařství.

## Galerie

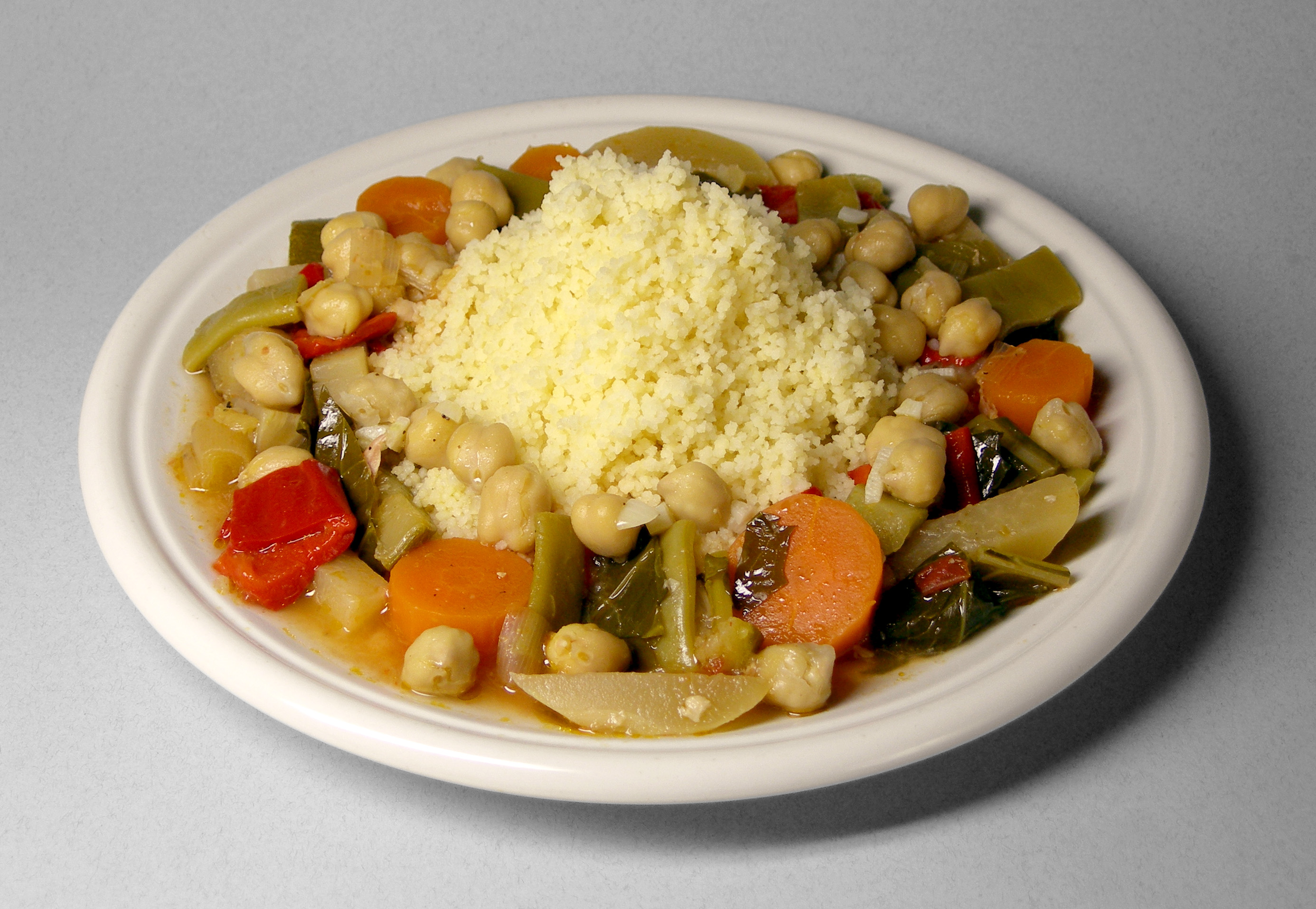
Kuskus
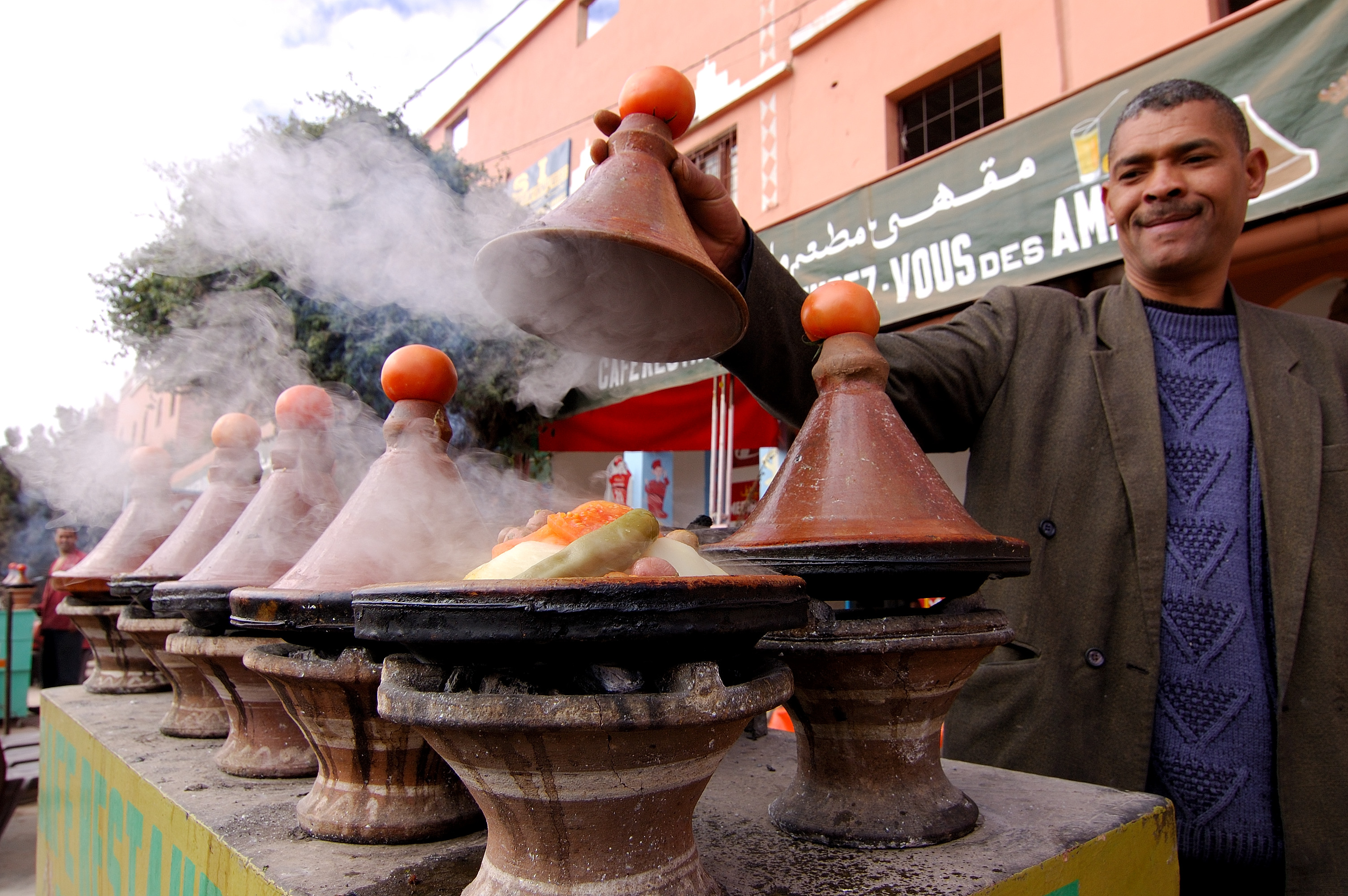
Tažín
Merguez
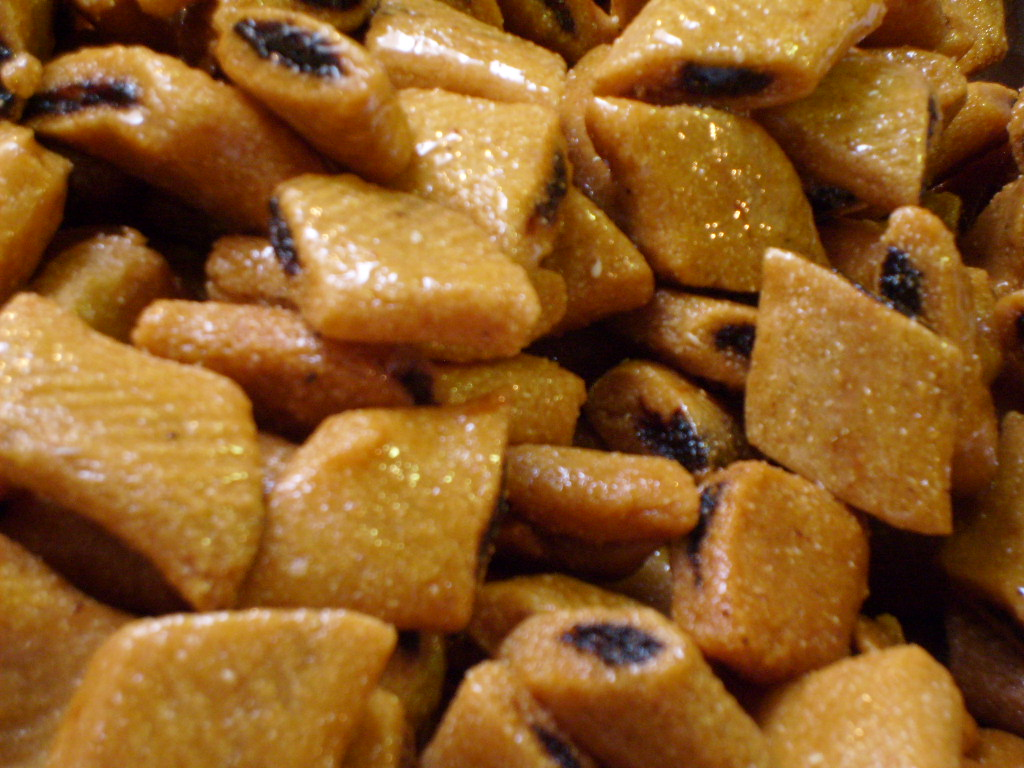
Makroudh
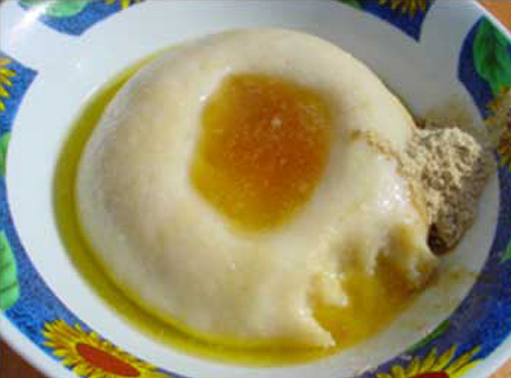
Asida